# Haulchin
Haulchin település Franciaországban, Nord megyében. Lakosainak száma 2307 fő (2022. január 1.). Haulchin Wavrechain-sous-Denain, Thiant, Denain, Douchy-les-Mines, Prouvy és Rouvignies községekkel határos.

## Népesség
A település népességének változása:
| Lakosok száma | 2312 | 2282 | 2287 | 2306 | 2323 | 2340 | 2328 | 2320 | 2307 |
|               | 2013 | 2015 | 2016 | 2017 | 2018 | 2019 | 2020 | 2021 | 2022 |